# 25 janvier 1900
Le jeudi 25 janvier 1900 est le 25e jour de l'année 1900.

## Naissances
- Schuyler Enck (mort le 1er novembre 1970), athlète américain
- Theodosius Dobjansky (mort le 18 décembre 1975), biologiste et généticien
- Yōjirō Ishizaka (mort le 7 octobre 1986), écrivain japonais
- Ōkubo Toshiaki (mort le 31 décembre 1995), universitaire japonais
- Mathilde Leriche (morte le 9 janvier 2000), bibliothécaire française

## Décès
- Juan Fugl (né le 24 octobre 1811), homme politique, charpentier, agriculteur et professeur danois
- Adélaïde de Hohenlohe-Langenbourg (née le 20 juillet 1835), princesse allemande

## Autres événements
- Création de la Compagnie des tramways de l'ouest parisien
- France, politique : monseigneur Richard, archevêque de Paris, prend position contre la sentence, prononcée le 24, et recommande aux assomptionnistes de persévérer dans leurs œuvres. Le président du Conseil, Pierre Waldeck-Rousseau, le rappelle à l'ordre.
- Pologne, politique : L'Aube, organe des socialistes polonais, lance, de Londres, l'idée d'une future lutte armée pour la libération de la Pologne.